# 6630 Skepticus
6630 Skepticus è un asteroide della fascia principale. Scoperto nel 1982, presenta un'orbita caratterizzata da un semiasse maggiore pari a 2,2317457 UA e da un'eccentricità di 0,2008587, inclinata di 6,06435° rispetto all'eclittica.